# صموئيل لويس نافارو
صموئيل لويس نافارو (بالإسبانية: Samuel Lewis Navarro)‏ هو سياسي بنمي، ولد في 15 يوليو 1957 في بنما في بنما. حزبياً، نشط في Democratic Revolutionary Party ‏.